# Denkmalgeschützte Objekte im Bezirk Oberpullendorf
Im Bezirk Oberpullendorf bestehen 297 denkmalgeschützte Objekte. Die unten angeführte Liste führt zu den Gemeindelisten und gibt die Anzahl der Objekte an.
| Gemeindeliste              | Objektanzahl |
| -------------------------- | ------------ |
| Deutschkreutz              | 19           |
| Draßmarkt                  | 17           |
| Frankenau-Unterpullendorf  | 17           |
| Großwarasdorf              | 22           |
| Horitschon                 | 7            |
| Kaisersdorf                | 5            |
| Kobersdorf                 | 10           |
| Lackenbach                 | 7            |
| Lackendorf                 | 2            |
| Lockenhaus                 | 17           |
| Lutzmannsburg              | 14           |
| Mannersdorf an der Rabnitz | 19           |
| Markt Sankt Martin         | 16           |
| Neckenmarkt                | 21           |
| Neutal                     | 4            |
| Nikitsch                   | 21           |
| Oberloisdorf               | 3            |
| Oberpullendorf             | 13           |
| Pilgersdorf                | 15           |
| Piringsdorf                | 2            |
| Raiding                    | 5            |
| Ritzing                    | 7            |
| Steinberg-Dörfl            | 8            |
| Stoob                      | 6            |
| Unterfrauenhaid            | 5            |
| Unterrabnitz-Schwendgraben | 5            |
| Weingraben                 | 2            |
| Weppersdorf                | 8            |